# Europamästerskapen i badminton 1998
Europamästerskapen i badminton 1998 anordnades den 18-25 april i Sofia, Bulgarien. 

## Medaljsummering
| Pl. | Nation        | Guld | Silver | Brons | Totalt |
| --- | ------------- | ---- | ------ | ----- | ------ |
| 1   | Danmark       | 5    | 2      | 6     | 13     |
| 2   | England       | 1    | 1      | 3     | 5      |
| 3   | Nederländerna | 0    | 1      | 1     | 2      |
| 3   | Sverige       | 0    | 1      | 1     | 2      |
| 5   | Tyskland      | 0    | 1      | 0     | 1      |
| 5   | Wales         | 0    | 1      | 0     | 1      |

## Resultat
| Event       | Guld                        | Silver                                | Brons                                 |
| Herrsingel  | Peter Gade                  | Kenneth Jonassen                      | Peter Rasmussen                       |
| Herrsingel  | Peter Gade                  | Kenneth Jonassen                      | Poul-Erik Høyer Larsen                |
| Damsingel   | Camilla Martin              | Kelly Morgan                          | Mette Sørensen                        |
| Damsingel   | Camilla Martin              | Kelly Morgan                          | Mette Pedersen                        |
| Herrdubbel  | Chris Hunt Simon Archer     | Pär-Gunnar Jönsson Peter Axelsson     | Jon Holst Christensen Michael Søgaard |
| Herrdubbel  | Chris Hunt Simon Archer     | Pär-Gunnar Jönsson Peter Axelsson     | Nathan Robertson Julian Robertson     |
| Damdubbel   | Rikke Olsen Marlene Thomsen | Maike Vangen Ann Jørgensen            | Joanne Goode Donna Kellogg            |
| Damdubbel   | Rikke Olsen Marlene Thomsen | Maike Vangen Ann Jørgensen            | Erica van den Heuvel Monique Hoogland |
| Mixeddubbel | Michael Søgaard Rikke Olsen | Michael Keck and Erica van den Heuvel | Simon Archer Joanne Goode             |
| Mixeddubbel | Michael Søgaard Rikke Olsen | Michael Keck and Erica van den Heuvel | Jon Holst Christensen Ann Jørgensen   |
| Lag         | Danmark                     | England                               | Sverige                               |